# The House of the Dead 4
The House of the Dead 4  (ザ・ハウス・オブ・ザ・デッド 4 , Za Hausu obu za Deddo Fō) è un videogioco arcade a tema horror, quarto capitolo della serie di videogiochi House of the Dead della SEGA. Il gioco è un interquel e si svolge fra gli eventi di The House of the Dead 2 e The House of the Dead III, introducendo anche nuovi elementi di gameplay. Il giocatore può controllare James Taylor, proveniente da The House of the Dead 2, o Kate Green, un nuovo personaggio della serie.
The House of the Dead 4 è il primo gioco ad utilizzare il sistema arcade Sega Lindbergh. Una versione per PlayStation 3, con supporto per PlayStation Move è stata pubblicata il 17 aprile 2012 per PlayStation Network.
È il quarto gioco della serie ad usare i tarocchi come nomi per i boss.
Nel 2006 è uscito una specie di DLC sotto forma di cabinato Arcade dal titolo "The House of the Dead 4: Special". La storia riprende dove si era fermata quella principale con la durata di soli 2 Stage, oltre al ritorno di Kate Green al posso di James Taylor ritorna direttamente dal primo e dal terzo The House of the Dead l'agente G

## Colonna sonora
Le musiche sono state composte da Susumu Tsukagoshi e Makito Nomiya.